# 汝鳥伶
汝鳥 伶（なとり れい、4月20日 - ）は、宝塚歌劇団専科に所属する男役。元月組組長。
大阪府吹田市、府立吹田高等学校出身。身長164cm。愛称は「ユー」、「ユーコ」。

## 来歴
1969年、宝塚音楽学校入学。
1971年、音楽学校卒業後、宝塚歌劇団に57期生として入団。入団時の成績は26番。花組公演「花は散る散る／ジョイ!」で汝鳥 玲として初舞台。
1972年、月組に配属。
1978年に現在の芸名へと変更。
1986年9月1日付で月組副組長に就任。
1990年7月1日付で月組組長に就任。
1993年8月1日付で演劇専科へと異動。
1996年11月8日付で月組へ異動となり、再び月組組長に就任。
1997年12月16日付で再び専科へ異動となる。
威厳のある人物を演じれば説得力を、コメディー要素のある作品ではペーソスを感じさせる名バイプレーヤーとして、専科異動後は各組に特別出演を続けている。

## 主な舞台

### 初舞台
- 1971年3 - 4月、花組『花は散る散る』『ジョイ!』（宝塚大劇場のみ）

### 月組時代
- 1972年12月、合同『ミルテの花』『シャイニング・ナウ!』（宝塚大劇場のみ）
- 1973年3月、『鼓よ空に響け』『愛のラプソディ』（宝塚大劇場のみ）
- 1973年5 - 8月、『霧深きエルベのほとり』『ファニー・フィーリング』
- 1973年9 - 10月、『秋の宝塚踊り』『イフ…』（宝塚大劇場のみ）
- 1974年4月、『花のオランダ坂』『ロマン・ロマンチック』（東京宝塚劇場）
- 1974年6 - 7月、『花のオランダ坂』『インスピレーション』（宝塚大劇場）
- 1974年8 - 9月、『秋扇抄』『ベルサイユのばら』 - 新人公演：メルシー伯爵（本役：美山しぐれ）（宝塚大劇場）
- 1974年11月、『ザ・スター』『ベルサイユのばら』 - 新人公演：メルシー伯爵（本役：美山しぐれ）（東京宝塚劇場）
- 1975年1月、『春鶯囀』 - 新人公演：老爺友次郎（本役：美山しぐれ）『ラビング・ユー』（宝塚大劇場のみ）
- 1975年3 - 7月、『春の宝塚踊り』『ラムール・ア・パリ』 - 新人公演：クロード（本役：岬ありさ）
- 1975年10 - 11月、『恋こそ我がいのち』 - 新人公演：ラモール侯爵（本役：美吉佐久子／藤城潤）『イマージュ』（宝塚大劇場）
- 1976年3月、『赤と黒』 - 新人公演：ラモール侯爵（本役：美吉佐久子）／ピラール校長（本役：美山しぐれ）『イマージュ』（東京宝塚劇場）
- 1976年5 - 6月、『スパーク&スパーク』『長靴をはいた猫』 - 新人公演：オノール大王（本役：清川はやみ）（宝塚大劇場のみ）
- 1976年8月、『ベルサイユのばらIII』（東京宝塚劇場のみ）
- 1976年11 - 12月、『紙すき恋歌』『バレンシアの熱い花』 - 新人公演：レオン将軍（本役：水代玉藻）（宝塚大劇場のみ）
- 1977年3 - 7月、『風と共に去りぬ』 - 新人公演：ミード博士（本役：大路三千緒）
- 1977年9 - 1978年1月、『わが愛しのマリアンヌ』 - 新人公演：アルバゴン（本役：美吉佐久子）『ボーイ・ミーツ・ガール』
- 1978年3 - 5月、『祭りファンタジー』『マイ・ラッキー・チャンス』（宝塚大劇場のみ）
- 1978年6月、『風と共に去りぬ』（全国ツアー） - ミード博士
- 1978年8 - 9月、『隼別王子の叛乱』『ラブ・メッセージ』（宝塚大劇場）
- 1978年10 - 11月、『風と共に去りぬ』（全国ツアー） - ミード博士
- 1978年12月、『隼別王子の叛乱』『ラブ・メッセージ』（東京宝塚劇場）
- 1979年2 - 3月、『日本の恋詩』『カリブの太陽』（宝塚大劇場のみ）
- 1979年4 - 5月、『ロミオとジュリエット』（バウホール） - キャピュレット
- 1979年6 - 8月、『春愁の記』 - 新人公演：法師（本役：水代玉藻）『ラ・ベルたからづか』（宝塚大劇場）
- 1979年9月、『恋とかもめと六文銭』（バウホール） - 鶴見屋利左衛門
- 1979年11月、『バレンシアの熱い花』 - カルサス、新人公演：レオン将軍（本役：水代玉藻）『ラ・ベルたからづか』（東京宝塚劇場）
- 1980年1 - 4月、『アンジェリク』 - クロード・ル・プチ、新人公演：コンデ侯爵（本役：大路三千緒）『仮面舞踏会』
- 1980年6 - 8月、『スリナガルの黒水仙』 - ゴーラム『クラシカル・メニュー』（宝塚大劇場）
- 1980年9月、『恋とかもめと六文銭』『ラ・ベルたからづか』（全国ツアー）
- 1980年11月、『スリナガルの黒水仙』 - ゴーラム『クラシカル・メニュー』（東京宝塚劇場）
- 1981年1 - 2月、『ジャンピング!』『新源氏物語』 - 左大臣（宝塚大劇場）
- 1981年2 - 3月、『ディーン』（バウホール） - ジョージ・スティーブンス監督
- 1981年4月、『ジャンピング!』『新源氏物語』 - 左大臣（東京宝塚劇場）
- 1981年6 - 8月、『白鳥の道を越えて』 - ジョルジョ『ザ・ビッグ・アップル』（宝塚大劇場）
- 1981年8月、『恋とかもめと六文銭』『魅惑のプレリュード』（中日劇場）
- 1981年8月、『宝塚ゴールデン・ステージ』（中日劇場）
- 1981年10月、『白鳥の道を越えて』『ザ・ビッグ・アップル』（新宿コマ劇場）
- 1981年11 - 12月、『天明ふあんたじい』（バウホール）
- 1982年2 - 3月、『あしびきの山の雫に』 - 雄君『ジョリー・シャポー』（宝塚大劇場）
- 1982年3 - 4月、『永遠物語』（バウホール） - 熊吉
- 1982年5月、『白鳥の道を越えて』 - ロドリーゴ『ザ・ビッグ・アップル』（全国ツアー）
- 1982年5月、『ディーン』（パルコ西武劇場） - ジョージ・スティーブンス監督
- 1982年7月、『あしびきの山の雫に』 - 僧行心『ジョリー・シャポー』（東京宝塚劇場）
- 1982年8月、『シブーレット』（バウホール） - パングレおばさん
- 1982年10 - 11月、『愛限りなく』『情熱のバルセロナ』（宝塚大劇場）[4]
- 1983年2月、『永遠物語』（ゆうぽうと簡易保険ホール・福岡サンパレス・中日劇場）
- 1983年3 - 5月、『春の踊り』『ムーンライト・ロマンス』 - シャルル（宝塚大劇場のみ）
- 1983年6月、『南蛮花更紗』『ムーンライト・ロマンス』 - シャルル（全国ツアー）
- 1983年8月、『愛限りなく』『情熱のバルセロナ』 - エドワルド大公（東京宝塚劇場）[4]
- 1983年11 - 12月、『翔んでアラビアン・ナイト』 - ハジム『ハート・ジャック』（宝塚大劇場）[14]
- 1984年1 - 2月、『夜霧のモンパルナス』（バウホール） - ルイ・リボード
- 1984年3 - 4月、『翔んでアラビアン・ナイト』 - ハジム『ハート・ジャック』（東京宝塚劇場）
- 1984年5 - 8月、『沈丁花の細道』 - 前田甚内『ザ・レビューII』
- 1984年9 - 10月、『南太平洋』（バウホール） - ブランケット大佐
- 1984年11 - 12月、『ガイズ&ドールズ』（宝塚大劇場） - アーヴァイド・アバーナシー
- 1985年1 - 2月、『愛…ただ愛』（バウホール） - ルシアン・ループ
- 1985年3月、『ガイズ&ドールズ』（東京宝塚劇場） - アーヴァイド・アバーナシー
- 1985年5 - 8月、『二都物語』 - アレクサンドル・マネット『ヒート・ウエーブ』
- 1985年9月、『南太平洋』（ゆうぽうと簡易保険ホール・愛知文化講堂） - ブランケット大佐
- 1985年11 - 12月、『ときめきの花の伝説』 - マンフレーディ公爵『ザ・スイング』（宝塚大劇場）
- 1986年1 - 2月、『夢の彼方に』（バウホール） - アンナ
- 1986年3月、『ときめきの花の伝説』 - マンフレーディ公爵『ザ・スイング』（東京宝塚劇場）
- 1986年5 - 8月、『百花扇』『哀愁』
- 1986年11 - 1987年3月、『パリ、それは悲しみのソナタ』 - シュバルツ・ジョバンニ『ラ・ノスタルジー』
- 1987年5 - 8月、『ME AND MY GIRL』
- 1987年11 - 12月、『ME AND MY GIRL』（宝塚大劇場）
- 1988年1月、『リラの壁の囚人たち』（バウホール） - レーモン・ルビック
- 1988年3月、『ME AND MY GIRL』（東京宝塚劇場）
- 1988年5 - 6月、『南の哀愁』 - オウラ『ビバ!シバ!』（宝塚大劇場）
- 1988年7月、専科・月組『永遠物語』（バウホール）
- 1988年8月、『南の哀愁』 - オウラ『ビバ!シバ!』（東京宝塚劇場）
- 1988年9月、『リラの壁の囚人たち』（ゆうぽうと簡易保険ホール・愛知文化講堂） - レーモン・ルビック
- 1988年11 - 12月、『恋と霧笛と銀時計』 - 山川屋久兵衛『レインボー・シャワー』（宝塚大劇場）
- 1989年1月、『心中・恋の大和路』（バウホール） - 藤屋
- 1989年3月、『恋と霧笛と銀時計』 - 山川屋久兵衛『レインボー・シャワー』（東京宝塚劇場）
- 1989年5 - 8月、『新源氏物語』 - 左大臣『ザ・ドリーマー』
- 1989年11 - 12月、『天使の微笑・悪魔の涙』 - ラインハルト学長『レッド・ホット・ラブ』（宝塚大劇場のみ）
- 1990年2 - 3月、『大いなる遺産』 - エイベル・マグウィチ『ザ・モダーン』（宝塚大劇場）
- 1990年4 - 5月、『ロミオとジュリエット』（バウホール）
- 1990年6月、『大いなる遺産』 - エイベル・マグウィチ『ザ・モダーン』（東京宝塚劇場）
- 1990年8 - 9月、『川霧の橋』 - 源六『ル・ポァゾン 愛の媚薬』（宝塚大劇場）
- 1990年10 - 11月、『天使の微笑・悪魔の涙』 - ラインハルト学長『レッド・ホット・ラブ』（全国ツアー）
- 1990年12月、『川霧の橋』 - 源六『ル・ポァゾン 愛の媚薬』（東京宝塚劇場）
- 1991年1月、『ロミオとジュリエット』（日本青年館） - キャピュレット
- 1991年3 - 5月、月組・花組・雪組・星組・専科『ベルサイユのばら-オスカル編-』（宝塚大劇場） - ルイ16世
- 1991年5 - 6月、『紫陽の花しずく』（バウホール） - 伊三[4]
- 1991年7月、月組・雪組・星組・専科『ベルサイユのばら-オスカル編-』（東京宝塚劇場） - ルイ16世
- 1991年9 - 10月、『銀の狼』 - バロー／ピエール『ブレイク・ザ・ボーダー!』（宝塚大劇場のみ）
- 1992年1 - 4月、『珈琲カルナバル』 - ギリエール・モンテイロ伯爵『夢・フラグランス』
- 1992年7 - 8月、『PUCK』 - サー・エドワード・グレイヴェル『メモリーズ・オブ・ユー』（宝塚大劇場）
- 1992年9 - 10月、『珈琲カルナバル』 - ギリエール・モンテイロ伯爵『夢・フラグランス』（全国ツアー）
- 1992年11月、『PUCK』 - サー・エドワード・グレイヴェル『メモリーズ・オブ・ユー』（東京宝塚劇場）
- 1993年4 - 5月、『グランドホテル』 - オッテルンシュラーグ『BROADWAY BOYS』（宝塚大劇場）[4]
- 1993年5 - 6月、『ロスト・エンジェル』（バウホール） - アルバート
- 1993年7月、『グランドホテル』 - オッテルンシュラーグ『BROADWAY BOYS』（東京宝塚劇場）

### 専科時代
- 1993年8 - 9月、星組『FILM MAKING』（バウホール・日本青年館） - オスカー・スポティスウッド
- 1993年11月、月組『夢の10セント銀貨』（バウホール） - バート・グラン
- 1994年1 - 2月、雪組『二人だけの戦場』（バウホール・日本青年館） - シュトロゼック
- 1994年2 - 3月、月組『夢の10セント銀貨』（日本青年館・愛知厚生年金会館） - バート・グラン
- 1994年6 - 8月、月組『エールの残照』（宝塚大劇場） - ジョセフ
- 1994年10月、雪組『二人だけの戦場』（愛知厚生年金会館） - シュトロゼック
- 1994年11月、月組『エールの残照』（東京宝塚劇場） - ジョセフ
- 1995年6 - 11月、花組『エデンの東』 - アダム・トラスク[4]
- 1996年2月、月組『ME AND MY GIRL』（中日劇場） - ジョン・トレメイン卿
- 1996年3 - 7月、月組『CAN-CAN』 - アンリ・マルソー
- 1996年9 - 10月、花組『エデンの東』（全国ツアー） - アダム・トラスク
- 1996年10 - 11月、雪組『アナジ』（バウホール・日本青年館） - 松浦隆信

### 月組時代
- 1996年12 - 1997年4月、『バロンの末裔』 - ジョージ『グランド・ベル・フォリー』
- 1997年6 - 8月、『EL DORADO』（宝塚大劇場） - ロドリーゴ
- 1997年9 - 10月、『チェーザレ・ボルジア』 - アレッサンドロ6世『プレスティージュ』（全国ツアー）
- 1997年11月、『EL DORADO』（東京宝塚劇場） - ロドリーゴ

### 専科時代
- 1997年12 - 1998年4月、雪組『春櫻賦』 - 謝名利山
- 1998年6月、雪組『心中・恋の大和路』（バウホール） - 藤屋
- 1998年7 - 12月、月組『永遠物語』（バウホール・日本青年館） - 熊吉
- 1999年1 - 2月、雪組『心中・恋の大和路』（日本青年館） - 藤屋
- 1999年6 - 7月、花組『ロミオとジュリエット'99』（バウホール） - ロレンス神父
- 1999年11 - 2000年3月、雪組『バッカスと呼ばれた男』 - アトス
- 2000年4 - 5月、雪組『ささら笹船-明智光秀の光と影-』（バウホール） - 溝尾庄兵衛
- 2000年6 - 10月、雪組『凱旋門』 - シュナイダー
- 2001年1 - 2月、星組『花の業平』（宝塚大劇場） - 藤原良房[4]
- 2001年3 - 5月、星組『ベルサイユのばら2001-オスカルとアンドレ編-』（東京宝塚劇場のみ） - ジャルジェ将軍
- 2001年7 - 8月、花組『ミケランジェロ』（宝塚大劇場のみ） - ユリウス二世
- 2001年11 - 12月、星組『花の業平』（東京宝塚劇場） - 藤原良房[4]
- 2002年2月、星組『花の業平』（中日劇場） - 藤原良房
- 2002年4月、専科・雪組・花組『風と共に去りぬ』（日生劇場） - ジェラルド・オハラ
- 2002年7 - 11月、宙組『鳳凰伝』 - ティムール王
- 2003年1 - 5月、雪組『春麗の淡き光に』 - 藤原兼家[2]
- 2003年5 - 9月、花組『野風の笛』 - 徳川家康『レヴュー誕生』[2]
- 2004年2 - 6月、星組『1914／愛』 - フレデ親父
- 2004年9月、特別『花供養』（日生劇場） - 春日局
- 2005年1 - 2月、花組『くらわんか』（バウホール） - 甚兵衛
- 2005年4 - 5月、雪組『さすらいの果てに』（バウホール） - ルイス・ブライトン／フレミング医師
- 2005年6 - 10月、雪組『霧のミラノ』 - マッシモ・バレッティ
- 2006年1 - 4月、星組『ベルサイユのばら-フェルゼンとマリー・アントワネット編-』 - ブイエ将軍
- 2006年6月、雪組『やらずの雨』（バウホール） - 甚兵衛
- 2006年8月、宙組『UNDERSTUDY』（バウホール） - ケビン・ハサウェイ
- 2007年2月、雪組『星影の人』（中日劇場） - 近藤勇
- 2007年3 - 7月、星組『シークレット・ハンター』 - フランシス国王
- 2007年8月、星組『シークレット・ハンター』（博多座） - フランシス国王
- 2007年9 - 10月、雪組『星影の人』（全国ツアー） - 近藤勇
- 2007年11月、宙組『THE SECOND LIFE』（バウホール） - ドン・ヴィンセント／神様
- 2008年2 - 5月、宙組『黎明（れいめい）の風』 - 吉田茂
- 2008年9月、月組『グレート・ギャツビー』（日生劇場） - 警視総監／ヘンリー・C・ギャッツ
- 2009年2 - 4月、星組『My dear New Orleans（マイ ディア ニュー オリンズ）』 - スティーヴン牧師
- 2009年7 - 10月、雪組『ロシアン・ブルー』 - ミハイル・ゲロヴァニ『RIO DE BRAVO（リオ デ ブラボー）!!』
- 2009年11 - 12月、雪組『雪景色』（バウホール・日本青年館） - 甚兵衛／源助／門脇刑部太夫
- 2010年2 - 4月、雪組『ソルフェリーノの夜明け』 - ルオニード・ベネディック
- 2010年9 - 11月、月組『ジプシー男爵-Der Zigeuner Baron-』 - ジュパン
- 2011年1 - 2月、星組『メイちゃんの執事』（バウホール・日本青年館） - 本郷金太郎
- 2011年7月、雪組『ハウ・トゥー・サクシード』（梅田芸術劇場） - ビグリー
- 2011年10 - 12月、宙組『クラシコ・イタリアーノ』 - アレッサンドロ・ファビーノ
- 2012年1 - 2月、宙組『ロバート・キャパ 魂の記録』（バウホール・日本青年館） - シモン・グットマン
- 2012年5月、花組『近松・恋の道行』（バウホール・日本青年館） - 一つ屋五兵衛
- 2012年7 - 10月、花組『サン＝テグジュペリ』 - レオン・ヴェルト
- 2013年1 - 3月、月組『ベルサイユのばら-オスカルとアンドレ編-』 - ジャルジェ将軍
- 2013年4 - 7月、雪組『ベルサイユのばら-フェルゼン編-』 - メルシー伯爵
- 2013年8 - 9月、雪組『春雷』（バウホール） - マックス
- 2013年9 - 12月、宙組『風と共に去りぬ』 - マミー
- 2014年1月、月組『風と共に去りぬ』（梅田芸術劇場） - マミー
- 2014年3 - 4月、雪組『心中・恋の大和路』（ドラマシティ・日本青年館） - 孫右衛門
- 2014年5 - 7月、宙組『ベルサイユのばら-オスカル編-』 - ジャルジェ将軍
- 2014年11 - 2015年2月、宙組『白夜の誓い-グスタフIII世、誇り高き王の戦い-』 - テッシン
- 2015年7 - 8月、花組『ベルサイユのばら-フェルゼンとマリー・アントワネット編-』（梅田芸術劇場・台北国家戯劇院） - メルシー伯爵
- 2015年10 - 12月、花組『新源氏物語』 - 桐壺帝
- 2016年3 - 6月、星組『こうもり』 - ラート教授
- 2016年10月、月組『FALSTAFF』（バウホール） - レイトン卿／エスカラス（ヴェローナ大公）／ロレンス神父／薬屋
- 2017年4 - 7月、雪組『幕末太陽傳（ばくまつたいようでん）』 - 杢兵衛大尽
- 2017年8 - 9月、雪組『CAPTAIN NEMO』（日本青年館・ドラマシティ） - アラン・ド・モリエ博士
- 2017年11月、専科『神家（こうや）の七人（しちにん）』（バウホール） - クライド・モリス
- 2018年4 - 7月、星組『ANOTHER WORLD』 - 閻魔大王
- 2019年7 - 10月、星組『GOD OF STARS-食聖-』 - 牛魔王
- 2020年1月、花組『マスカレード・ホテル』（ドラマシティ・日本青年館） - 藤木総支配人
- 2020年8 - 9月、宙組『FLYING SAPA-フライング サパ-』（梅田芸術劇場・日生劇場） - 総統01（ミレンコ・ブコビッチ）
- 2021年1 - 2月、花組『NICE WORK IF YOU CAN GET IT』（東京国際フォーラム・梅田芸術劇場） - バーソロミュー・ベリー
- 2021年3月、月組『幽霊刑事（デカ）〜サヨナラする、その前に〜』（バウホール） - 雲井光雄
- 2021年7月、星組『婆娑羅（ばさら）の玄孫（やしゃご）』（ドラマシティ・プレイハウス） - 小久保彦左
- 2021年10月、月組『LOVE AND ALL THAT JAZZ』（バウホール） - フリードリヒ
- 2022年3 - 6月、雪組『夢介千両みやげ』 - 嘉平[13]
- 2022年7 - 8月、雪組『心中・恋の大和路』（ドラマシティ・日本青年館） - 孫右衛門
- 2022年10 - 12月、雪組『蒼穹の昴』 - 伊藤博文／亭主
- 2023年7 - 8月、宙組『大逆転裁判』（ドラマシティ・KAAT神奈川芸術劇場） - ブラッド・メニクソン
- 2024年7 - 10月、雪組『ベルサイユのばら-フェルゼン編-』 - メルシー伯爵[注釈 1]

## 出演イベント
- 1980年2月、第17回宝塚ミラーボール『'80宝塚レコード音楽祭』
- 1980年5月、第17回『宝塚フェスティバル』
- 1980年10月、第19回宝塚ミラーボール『'80愛読者大会』
- 1980年11月、宝塚スターカーニバル'80『クレオパトラ大作戦』
- 1981年2月、第20回宝塚ミラーボール『'81宝塚レコード音楽祭』
- 1986年10月、第28回『宝塚舞踊会』
- 1987年10月、第29回『宝塚舞踊会』
- 1989年11月、第8回バウ・コンサート
- 1990年10月、第31回『宝塚舞踊会』
- 1995年6月、『エデンの東』『ダンディズム!』前夜祭
- 1997年5月、'97TCAスペシャル『ザ・祭典』
- 2002年8月、『専科エンカレッジ・スペシャル』[15]
- 2003年1月、『清く正しく美しく』
- 2005年12月、『花の道 夢の道 永遠の道』
- 2007年1月、『清く正しく美しく』
- 2014年4月、宝塚歌劇100周年 夢の祭典『時を奏でるスミレの花たち』

## 受賞歴
- 1979年、『宝塚歌劇団年度賞』 - 1978年度音楽賞[16]
- 1980年、『宝塚歌劇団年度賞』 - 1979年度演技賞[16]
- 2000年、『阪急すみれ会パンジー賞』 - 助演賞[17]
- 2008年、『阪急すみれ会パンジー賞』 - 助演賞[17]
- 2013年、『阪急すみれ会パンジー賞』 - 助演賞[17]
- 2014年、『宝塚歌劇団年度賞』 - 2013年度努力賞[18]
- 2021年、『宝塚歌劇団年度賞』 - 2020年度努力賞[19]